# Róma-Fiumicino nemzetközi repülőtér
A Róma-Fiumicinói repülőtér vagy Leonardo da Vinci nemzetközi repülőtér (olasz nyelven: Aeroporto internazionale Leonardo da Vinci) (IATA: FCO, ICAO: LIRF) Olaszország egyik nemzetközi repülőtere. Lazio régiójában fekszik, Róma központjától 32 kilométerre délnyugatra. A legnagyobb olasz repülőtér, forgalom szempontjából a hatodik európai légikikötő.

## Adatok
2011-ben több mint 38 millió utast fogadott, ami 3,7%-os növekedést mutat a megelőző évhez képest. 2011-ben 105 légitársaságot és 194 desztinációt szolgált ki. 
A repülőtér három egymáshoz kapcsolódó, valamint egy különálló terminállal (T5) rendelkezik.  Ez utóbbi az Észak-Amerikába és Izraelbe induló járatokat szolgálja ki. A check-in pultok száma 355, a beszállókapuk száma 84.

## Forgalom
Az utasforgalom az elmúlt években az alábbi módon változott:
| Utasok száma | 23 606 695 | 25 340 383 | 28 119 567 | 32 945 223 | 36 337 523 | 36 980 911 | 40 463 208 | 42 995 119 | 9 830 957 | 40 545 240 |
|              | 1999       | 2002       | 2004       | 2007       | 2010       | 2012       | 2015       | 2018       | 2020      | 2023       |

## Fordítás
- Ez a szócikk részben vagy egészben  az   aeroporto Leonardo da Vinci című olasz Wikipédia-szócikk fordításán alapul.  Az eredeti cikk szerkesztőit annak laptörténete sorolja fel. Ez a jelzés csupán a megfogalmazás eredetét és a szerzői jogokat jelzi, nem szolgál a cikkben szereplő információk forrásmegjelöléseként.